# Bardaos (San Saturnino)
Bardaos (llamada oficialmente Santa María de Bardaos) es una parroquia española del municipio de San Saturnino, en la provincia de La Coruña, Galicia.

## Entidades de población
Entidades de población que forman parte de la parroquia:
- A Casanova
- A Fraga
- A Pardiñeira
- A Torre
- Bañoca
- Carbeiral (O Carbeiral)
- Castro (O Castro)
- Corbeira (A Corveira)
- Leboriz
- Loibas (As Loibas)
- Randulfe
- Sanguiñeira (A Sanguiñeira)
- Veiga (A Veiga)

## Demografía
| Gráfica de evolución demográfica de Bardaos entre 2000 y 2019 |
|                                                               |
| Datos según el nomenclátor publicado por el INE.              |